# Haloŭčycký selsovět
Haloŭčycký selsovět (bělorusky Галоўчыцкі сельсавет, rusky Головчицкий сельсовет) je administrativně-územní jednotka na území Naraŭljanského rajónu v Homelské oblasti. Administrativním centrem selsovětu je zemědělské sídlo Haloŭčycy (bělorusky Галоўчыцы).

## Historie
Selsovět vznikl 20. srpna 1924 jako součást Naraŭljanského rajónu Mazyrského okruhu BSSR a od 26. července 1930 spadal pod Naraŭljanský rajón BSSR, od 21. června 1935 pod Mazyrský okruh, od 20. února 1938 pod Polesskou oblast, od 8. ledna 1954 pod Homelskou oblast. Dne 16. července 1954 byly do selsovětu začlěněno území Dzjamidaŭského selsovětu. Od 25. prosince 1962 do 6. ledna 1965 byl Haloŭčycký selsovět pod správou Jelského rajónu.
Dne 28. února 2005 byl pasjolok Čyrvony Zmahar vyřazen z evidence.

## Administrativní dělení
Na území Věrbavický selsovětu leží 13 sídelních útvarů:
- Budki (Будкі), vesnice
- Hažyn (Гажын), vesnice
- Haloŭčyckaja Buda (Галоўчыцкая Буда), zemědělské sídlo
- Haloŭčycy (Галоўчыцы), zemědělské sídlo
- Dziamidaŭ (Дзямідаў), zemědělské sídlo
- Linaŭ (Лінаў), vesnice
- Luběň (Лубень), vesnice
- Malcy (Мальцы), vesnice
- Paběda (Пабеда), vesnice
- Svjača (Свяча), vesnice
- Čyrvony Vostraŭ (Чырвоны Востраў), pasjolok
- Čyrvony Prameň (Чырвоны Прамень), pasjolok
- Čechi (Чэхі), pasjolok

Zrušené sídelní útvary
- Čyrvony Zmahar (Чырвоны Змагар), pasjolok